# Archiwum kościelne

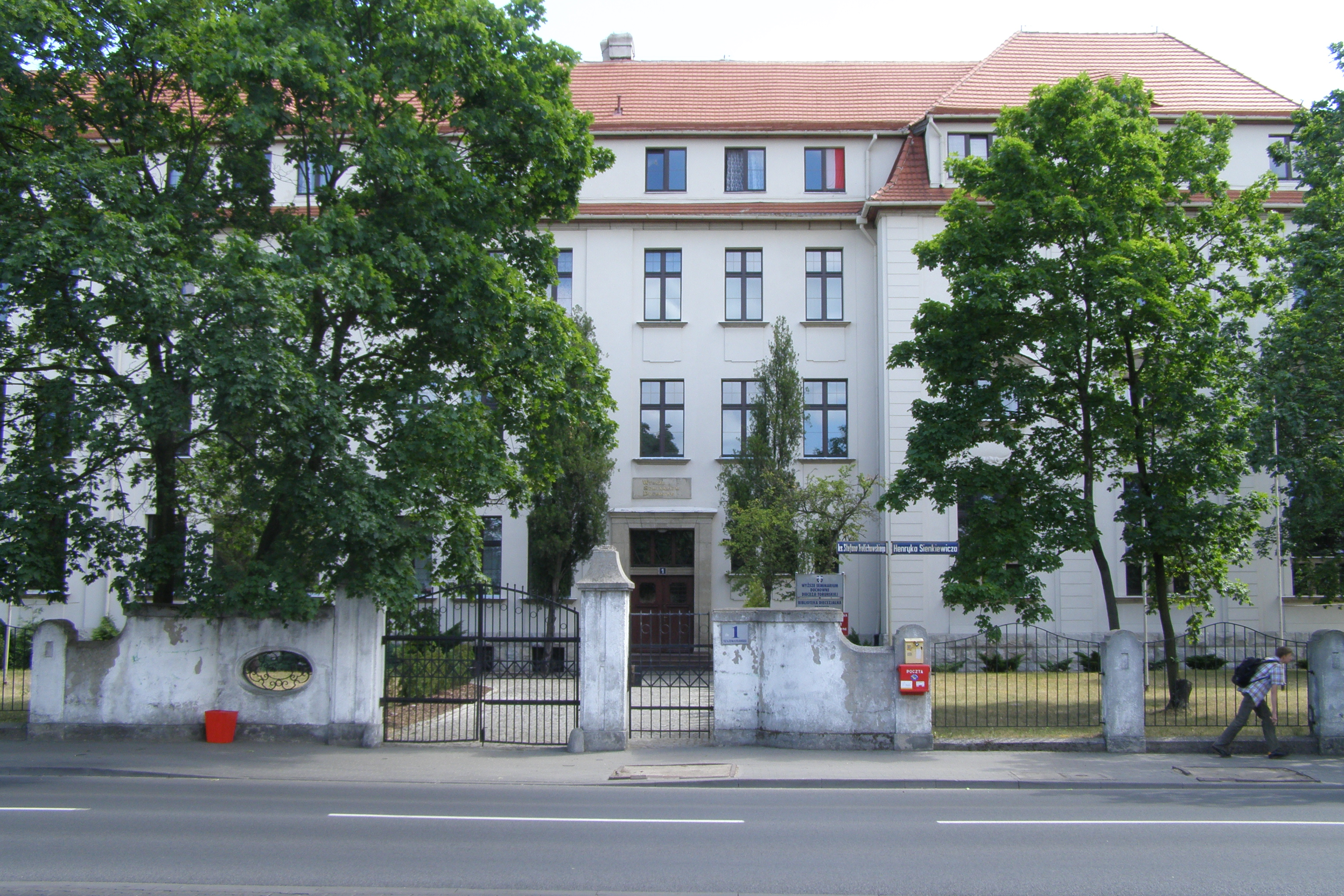
Siedziba Archiwum Akt Dawnych Diecezji Toruńskiej w Toruniu

Archiwum kościelne – w niektórych Kościołach instytucja powołana do gromadzenia, konserwacji i udostępniania archiwaliów wytworzonych przez instytucje własne. Inaczej archiwum należące do jednego z Kościołów

## Kościół rzymskokatolicki
W Kościele rzymskokatolickim archiwa powstały i funkcjonują przy kościelnych osobach prawnych, jednostkach organizacyjnych Kościoła, tak diecezjalnych jak i zakonnych.
W związku z tym wyróżnia się (najczęściej niezinstytucjonalizowane) archiwa podstawowych jednostek kościelnych: parafialne i klasztorne (konwentualne).
Wraz z rozwojem Kościoła przy Kuriach biskupich wykształciły się archiwa diecezjalne (równorzędnie traktowane archidiecezjalne i metropolitalne).
Analogicznie przy prowincjałach zakonów wykształciły się archiwa prowincji zakonnej.
Jakkolwiek co do zasady dokumenty kościelne przechowywane są w samych parafiach bądź archiwach kościelnych (starsze i cenniejsze oraz duplikaty), to niektóre z nich z różnych przyczyn trafiły do archiwów państwowych i tam są przechowywane.

### Archiwalia
Do archiwaliów kościelnych należą właściwe administracyjnie:
- akta ogólne (księgi biskupie, kapitulne, kolegiackie);
- księgi czynszownicze i podatkowe;
- księgi i akta parafialne (w tym metrykalne i konsystorskie);
- księgi i akta zakonne (klasztorne);
- schematyzmy

i inne.

### Archiwa diecezjalne w Polsce
W Kościele rzymskokatolickim w Polsce istnieje kilkanaście archiwów archidiecezjalnych, diecezjalnych bądź metropolitalnych, które tylko w podstawowym zakresie pokrywają się z podziałem terytorialnym Kościoła:
- Archiwum Archidiecezjalne w Białymstoku
- Archiwum Archidiecezji Częstochowskiej
- Archiwum Diecezjalne w Drohiczynie
- Archiwum Diecezji Elbląskiej
- Archiwum Ełckiej Kurii Diecezjalnej
- Archiwum Archidiecezjalne w Gdańsku
- Archiwum Kurii Diecezjalnej w Gliwicach
- Archiwum Archidiecezjalne w Gnieźnie
- Archiwum Archidiecezjalne w Katowicach
- Archiwum Diecezjalne w Kielcach
- Archiwum Diecezji Koszalińsko-Kołobrzeskiej
- Archiwum Kurii Metropolitalnej w Krakowie 
  - Archiwum Arcybiskupa Eugeniusza Baziaka
- Archiwum Archidiecezjalne w Lublinie
- Archiwum Diecezjalne w Łomży
- Archiwum Archidiecezjalne w Łodzi
- Archiwum Diecezjalne w Opolu
- Archiwum Diecezjalne w Pelplinie
- Archiwum Diecezjalne Płockie
- Archiwum Archidiecezjalne w Poznaniu
- Archiwum Archidiecezjalne w Przemyślu
- Archiwum Diecezjalne w Sandomierzu
- Archiwum Diecezji Siedleckiej
- Archiwum Diecezjalne w Tarnowie
- Archiwum Akt Dawnych Diecezji Toruńskiej
- Archiwa Archidiecezjalne Warszawskie oraz Archiwum Kurii Metropolitalnej Warszawskiej
- Archiwum Diecezjalne Warszawsko-Praskie
- Archiwum Diecezjalne we Włocławku
- Archiwum Archidiecezjalne we Wrocławiu
- Archiwum Diecezji Zamojsko-Lubaczowskiej
- Archiwum Diecezjalne w Zielonej Górze

Charakter archiwum mają również niektóre biblioteki kościelne. Czasem zbiór akt parafialnych w danej kancelarii parafialnej również nazywany jest archiwum kościelnym.
Stolica Apostolska prowadzi własne Tajne Archiwa Watykanu.

## Mormoni
Szczególnego rodzaju archiwum, biblioteką i czytelnią mikrofilmów ksiąg metrykalnych są centra historii rodziny, zakładane przez Kościół Jezusa Chrystusa Świętych w Dniach Ostatnich w wielu krajach na świecie. Siedziba Biblioteki Historii Rodziny mieści się w Salt Lake City (USA). Od 2005 r. centrum takie działa również w Warszawie  i Wrocławiu.